# Степной (Бийский район)
Степно́й — посёлок в Бийском районе Алтайского края России. Входит в состав Шебалинского сельсовета.

## География
Находится в восточной части края, в южных пределах Бийско-Чумышской возвышенности.
Климат
Умеренный континентальный. Самый холодный месяц: январь (до −54 °C), самый тёплый: июль (до +39 °C). Годовое количество осадков составляет 450—500 мм.

## Население
| 1997 | 1998 | 1999 | 2000 | 2001 | 2002 | 2003 | 2004 | 2005 |
| ---- | ---- | ---- | ---- | ---- | ---- | ---- | ---- | ---- |
| 197  | ↗201 | ↘132 | ↘130 | ↗141 | ↗165 | ↘147 | ↘64  | ↘47  |
| 2006 | 2007 | 2008 | 2009 | 2010 | 2011 | 2012 | 2013 |      |
| ↘27  | ↘24  | ↘20  | ↗24  | ↗29  | →29  | ↘23  | →23  |      |

Национальный состав
Согласно результатам переписи 2002 года, в национальной структуре населения русские составляли 70 % от 148 жителей.

## Транспорт
Просёлочные дороги.